# 手紙を書く女 (テル・ボルフ)
『手紙を書く女』（てがみをかくおんな、蘭: De briefschrijfster、英: Woman Writing a Letter）は、17世紀オランダ絵画黄金時代の画家ヘラルト・テル・ボルフが1655年に板上に油彩で描いた肖像画である。画中のテーブルの端の掛け布の横に「GTB」という画家の署名が記されている。作品は1928年にヘンリ・W・A・デテルディング (Henri W.A. Deterding) から寄贈されて以来、デン・ハーグのマウリッツハイス美術館に所蔵されている。

## 作品

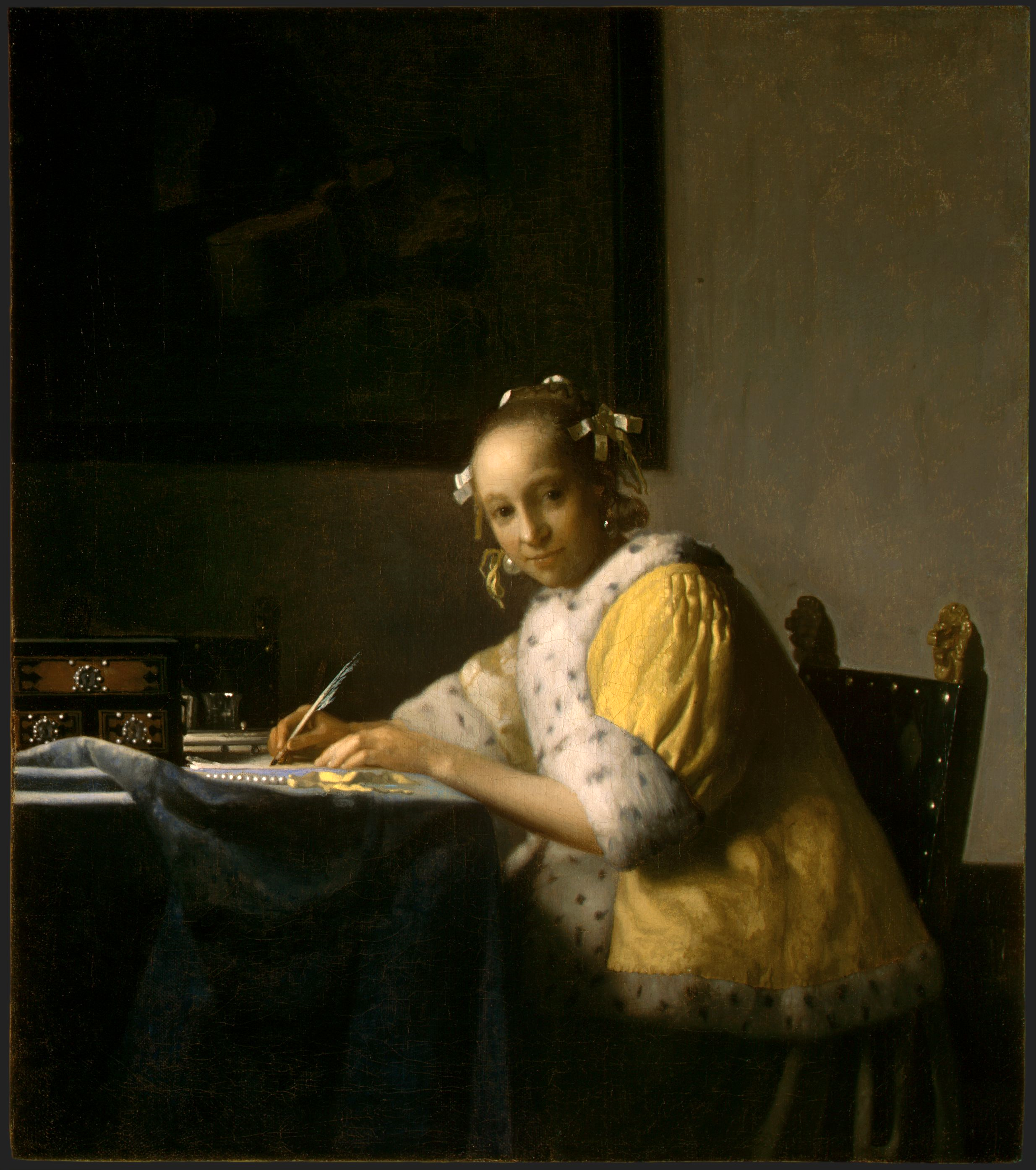
フェルメール『手紙を書く女』 (1665年ごろ)、ナショナル・ギャラリー (ワシントン)

テル・ボルフの作品の大半は、人々が日々の暮らしの営みに没頭している家庭内の情景を描いたものである。彼が生きた時代には、男女の別なく人はよく手紙を書いた。17世紀のオランダは、ヨーロッパでもっとも識字率の高い国であったことが大きい。本作は、手紙を書く女の姿を描いた最初期の絵画の1つである。この絵画を見て、フランス・ファン・ミーリス、ハブリエル・メツー、そしてヨハネス・フェルメールも同様の絵画を描く動機を持った。
鑑賞者の視線は、静謐な情景の中で手紙を書くことに没頭している若い女性の姿に引き寄せられる。普段はテーブルを覆っている高価な東洋の掛け布を片側に寄せ、彼女は硬いテーブルで手紙を書いている。彼女の前には、ピューター (しろめ) のインク壺が見える。便箋にはすでに折り目がつき、ペンより下の位置にも文字が記されているので、おそらく書き間違いを直しているのであろう。
内容は定かではないものの、女性が若く美しく、青いリボンに結わえられた真珠の耳飾りをつけていることなどから、恋文を書いているという説がしばしば唱えられた。しかし、この推測を裏づける証拠はなにもない。背後にカーテンを巡らせたベッドが見えるが、これは必ずしも愛情を示唆しているわけではなく、17世紀の半ばには居間にベッドを置くのは珍しくなかった。鑑賞者は、彼女が何を考え、書いているのか推測するしかない。
ほのかに照り映える光と無類の技巧で描き分けられた材質の質感の見事さからしても、本作はテル・ボルフの全作品中の頂点と呼ぶにふさわしいものである。